# Martin Hebík
Martin Hebík (* 11. November 1982 in České Budějovice) ist ein ehemaliger tschechischer Radrennfahrer.

## Sportlicher Werdegang
Hebík begann seine internationale Karriere 2002 bei dem tschechischen Radsportteam AC Sparta Praha. 2007 wurde er tschechischer Vizemeister im Straßenrennen und gewann die Gesamtwertung und eine Etappe der rumänischen Tour of Szeklerland. Von 2009 bis 2010 fuhr er für das Team PSK Whirlpool-Author, im Jahr 2010 gewann er den Prolog des polnischen Etappenrennens Dookoła Mazowsza.
In den folgenden Jahren startete Hebík für das Team CK Pribram Fany Gastro, das zeitweilig als UCI Continental Team lizenziert war. Vordere Platzierungen unter den Top 10 konnte er nicht mehr erzielen. Nach der Saison 2019 beendete er im Alter von 37 Jahren seine Karriere als Radrennfahrer.

## Erfolge
2008
- Gesamtwertung und eine Etappe Tour of Szeklerland

2010
- Prolog Dookoła Mazowsza